# Alexander Edmondson
Alexander Edmondson (født 22. december 1993 i Miri) er en cykelrytter fra Australien, der er på kontrakt hos Team Picnic-PostNL.